# Bjørn Tveter
Bjørn Tveter (ur. 13 czerwca 1944 w Sandefjord) – norweski łyżwiarz szybki.

## Kariera
Największy sukces w karierze Bjørn Tveter osiągnął w 1972 roku, kiedy zajął czwarte miejsce w biegu na 1500 m podczas igrzysk olimpijskich w Sapporo. W biegu tym walkę o brązowy medal przegrał z Göranem Claesonem ze Szwecji. Na rozgrywanych cztery lata wcześniej igrzyskach w Grenoble na tym samym dystansie był piąty. W 1968 roku był też siódmy na wielobojowych mistrzostwach świata w Göteborgu. W poszczególnych biegach był piąty na 500 m, ósmy na 5000 m, trzeci na 1500 m oraz dziewiąty na dystansie 10 000 m. W tej samej konkurencji był ósmy na rozgrywanych dwa lata później mistrzostwach świata w Oslo i mistrzostwach Europy w Innsbrucku. W 1972 roku zakończył karierę.
Jego brat, Øyvind Tveter, również był panczenistą.